# Nasze Życie (tygodnik)
Nasze Życie – polski tygodnik polityczno-społeczny wydawany w latach 1934–1940 w Rydze przez Jarosława Wilpiszewskiego. 
Pismo, skierowane głównie do Polaków na Łotwie, zajmowało się problematyką polityczno-społeczną oraz kulturalną polskiej mniejszości etnicznej na Łotwie oraz przynosiło informacje z Polski. W tygodniku ukazywał się także "Kącik polskiego robotnika rolnego" skierowany do polskiej emigracji sezonowej na Łotwie, głównie robotników rolnych. Redakcja tygodnika mieściła się w Rydze przy Dzirnavu iela 57, a jej filia, prowadzona przez Jerzego Bryca, w Dyneburgu przy ul. Warszawskiej 30 (Varšavas iela 30). Pismo drukowano w drukarni Rota I i Rota II mieszczącej się w Rydze pod tym samym adresem co  jego redakcja. 
W tekstach publikowanych w piśmie rzuca się w oczy narzucony przez władze łotewskie nakaz używania łotewskich nazw miejscowości (z wyjątkiem Rygi) w polskojęzycznych tekstach (np. w Daugawpilsie, zamiast w Dyneburgu). Pismo wysyłane było także do prenumeratorów zagranicznych. Ostatni numer pisma (30/1940) ukazał się latem 1940 roku. Kres wydawaniu tygodnika położyła sowiecka okupacja Łotwy.
W latach 1935–1939 do tygodnika wydawano dodatek dla dzieci pt. "Krasnoludki".